# رشاد إسماعيل
رشاد إسماعيل (ولد: 1960 -)؛ فنان تشكيلي يمني. تخرج من كلية الفنون الجميلة في القاهرة في العام 1984م. ثم عاد إلى اليمن ليعمل موظفًا في إدارة الفنون التشكيلية في وزارة الثقافة صنعاء. وهو من أوائل المتخصصين في فن الجرافيك، وبالتالي من رواد فن الجرافيك في اليمن. ويُعد من جيل فناني ثمانينيات القرن العشرين في اليمن. درجت بعض الصحف والمجلات اليمنية أن تنشر أعماله وأهمها مجلة اليمن الجديد ومجلة الثقافة اللتان تصدرهما وزارة الثقافة والسياحة اليمنية.

## عنه
رشاد إسماعيل فنان تشكيلي يمني يعمل في وزارة الثقافة منذ منتصف الثمانينييات من القرن العشرين، درس في كلية الفنون في مصر، وكان من رسامين مجلة (اليمن الجديد) الأدبية، وقد شارك في المعارض التي أقامتها وزارة الثقافة في اليمن وخارجها، لا يهتم بالظهور أبدا ولا يحرص على المشاركات إلا أن يطلب منه، وقد أقام له الفنان «فؤاد الفتيح» معرضا شخصيًا في صالته المعروفة بالصالة الأولى،
في نهاية التسعينييات من القرن الماضي، كان دائما في تلك الفترة يجلس في إدارة الفنون ممسكا بأقلامه أقلام الحبر الشيني باللون الأسود مركزا بكل إحساسه على الرسم على الورق، لا يلتفت إلى أحد. تأثر بفن الجرافيك المصري. رسم مئات اللوحات فقد منها الكثير نتيجة تنقله في بيوت الإيجار، وعدم استقراره إلى الٱن. أما الٱن فإن من يذهب إلى وزارة الثقافة، يراه واقفا أو جالسا في فناء الوزارة، لا يتكلم إلا مع من يكلمه.
واحد من مواهب اليمن التي أحبطها الواقع الذي لا يهتم بالمواهب والإبدع هذا الواقع الذي يمتد لسنوات قبل أن يصل إلى ذروته في السنوات الأخيرة، حتى تجمد كل شيء تقريبا، في مجال الثقافة والفنون. صمم غلاف ديوان شعر ((فيض) لصبري الحيقي، الصادر عن مطبعة (عكرمة - سوريا) 1990م، ورسم اللوحات الداخلية للديوان.
وقد توقف رشاد إسماعيل عن ممارسة الرسم منذ توقفت مجلة الثقافة عن الصدور قبل حوالي عشر سنوات تقريبا.

## عن أعماله
وفي دراسة عن أعماله نشرت في مجلة اليمن الجديد في فبراير 1989م، جاء فيها: «إذا أردنا أن نؤصل لأسلوب الفنان "رشاد إسماعيل" فسنجد أنه يستخدم أسلوب (التخطيط بالحبر الشيني) على ورق أبيض مقوى، وربما لجأ إلى هذا الأسلوب ربما لغياب أدوات فن الجرافيك في بلادنا.»
وحينما نتابع سلسلة إنتاج هذا الفنان والذي يزيد عن مائة لوحة وقد يزيد عن أضعاف هذا العدد وتابعنا لوحاته التخطيطية في مجلة (اليمن الجديد) سنجد أن المفردات الأساسية للفنان هي الأشكال الهندسية ((الدائرة- المثلث- المربع- المستطيل)) وبعبارة أخرى أكثر تخصيصا: 1- الشكل الكروي 2- الشكل الهرمي- الجسد البشري. وهذه المفردات بشكل عام قد تكون لغة مشتركة لأي فنان، ولكن كيفية توظيفها عند الفنان يكسبها خصوصية الدلالة...وتوظيفها في لوحة معينة قد يختلف عن لوحة أخرى لنفس الفنان. والملاحظ في اللوحات الجديدة للفنان «رشاد إسماعيل» والتي شارك بها في معرض ((السبعين-فبراير1989) الملاحظ في لوحة [القات] مثلا، تطوره الكبير في التركيب المعقد للأشكال وتحوير المفردات اللغوية في اسلوبه، فقد تحول الشكل الكروي إلى دائر متشابكة وتداخلت الأشكال المربعة بالمدورة، واتخذت الأشكال الهرمية تداخلات مكررة ومتعاكسة وتشابك التركيب إلى درجة كبيرة جدا يصعب تفصيلها، ولكنها لا تترك مشاهدها بدون أثر عام بزحمة الواقع المتداخل والمتشابك.﴾﴾ رشاد إسماعيل، فنان تجد في كل لوحة من لوحاته اسطورة 
وتجد جهدا جبارا في حشد التفاصيل والتشابك والتعقيد الذي يصعب فهمه.

## مشاركات
1989: مهرجان «الفضول» الثقافي الأوّل - بحضور الرئيس علي عبد الله صالح.

## ببليوجرافيا
- دراسة عن الفنان رشاد إسماعيل في مجلة <<اليمن الجديد>>، السنة الثامنة عشرة-رجب 1409هجرية، فبراير 1989. ص178-181.
- صمم شعار المهرجان الأول للمسرح اليمني، 1993.
- رسومات رشاد إسماعيل: مجلة << اليمن الجديد>> يوليو 1987، الغلاف الخلفي الغلاف الداخلي.
- رشاد إسماعيل، مجلة <<اليمن الجديد>> أغسطس سبتمبر أكتوبر 1991، لوحة (تأمل) الغلاف الأمامي للمجلة.
- رشاد إسماعيل، مجلة <<اليمن الجديد>> فبراير 1989، لوحة (السبعين في بانوراما) الغلاف الأمامي للمجلة.
- رشاد إسماعيل، مجلة <<اليمن الجديد>> أكتوبر 1988, لوحة (الثورة اليمنية) غلافا أماميا للمجلة.
- إضافة إلى الرسومات الداخلية لمجلة اليمن الجديد ومجلة الثقافة منذ عام منتصف الثمانينيات إلى نهاية التسعينيات تقريبا.
- رسم لوحة الغلاف والرسومات الداخلية، لديون ((فيض)) لصبري الحيقي، مطبعة (عكرمة) سوريا، 1990.